# Jong Yong-ok
Jong Yong-ok (* 24. Januar 1981) ist eine nordkoreanische Marathonläuferin.
2000 wurde sie Dritte beim Pjöngjang-Marathon, den sie im Jahr darauf gewann. 2002 wurde sie Sechste beim Peking-Marathon, bei dem sie im Vorjahr auf den neunten Platz gekommen war. 2003 wurde sie Zweite in Pjöngjang. Beim Xiamen-Marathon wurde sie 2004 Siebte und 2005 Fünfte. Einem zweiten Platz beim Pjöngjang-Marathon 2006 folgte ein zweiter Sieg 2007, diesmal mit dem Streckenrekord und der persönlichen Bestzeit von 2:26:02. 2009 wurde sie Dritte in Pjöngjang.
Jong hat bislang dreimal am Marathon der Olympischen Spiele teilgenommen: 2000 in Sydney kam sie auf Platz 20, 2004 in Athen auf Platz 21 und 2008 in Peking auf Platz 36. Beim Marathon der Leichtathletik-Weltmeisterschaften 2003 in Paris/Saint-Denis belegte sie Rang 56, beim Marathon der WM 2005 in Helsinki lief sie als 14. ein. 
Beim Halbmarathon der Universiade 2007 gewann sie die Bronzemedaille, 2008 wurde sie asiatische Vizemeisterin über die Marathondistanz.